# 인체냉동보존

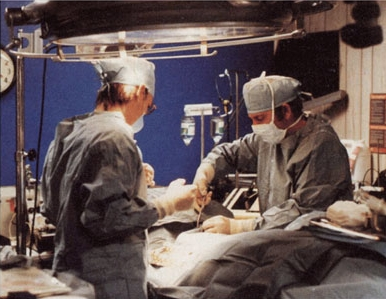
환자를 저온 보존할 준비를 하고 있다.

인체냉동보존, 냉동인간보존(人體冷凍保存, 영어: cryonics)은 미래의 의료 기술로 소생할 수 있는 것을 기대하고, 사람의 사체를 영하 196°C의 액체질소에서 냉동 보존하는 것을 말한다. 저온 보존된 사람이나 대형 짐승을 현재의 기술로는 소생시킬 수는 없다. 그러나 이 보존방식은 미래에 소생 기술이 만들어질 것이라는 것을 전제로 만들어졌다. 불치병으로 사망 선고를 받은 사람도 이 기술을 이용한다.
냉동상태로 보존된 사람은 냉동인간(冷凍人間)이라 부른다. 처음 냉동인간이 된 사람은 간암 선고 후 시한부 인생을 살던 미국의 심리학자 제임스 베드포드이며, 1967년 체내의 혈액을 전부 제거한 후 동결보호제를 체내에 주입하고 액체질소를 채운 영하 196°C의 금속용기 안에서 동결되어 냉동 상태에 있다. 그 밖의 저명인사로는 야구 선수로 활동한 테드 윌리엄스 가 있다.
냉동 보호제에도 불구하고 세포가 감기에 의해 손상되기 때문에 과학계는 냉동 보존을 회의적으로 보고 있다. 2018년에 새로운 프로세스인 유리 고정이 개발되었지만 시냅스 흥분성 임계값의 보존이 부족했다. 따라서 2023년에는 유리고정 동안 시냅스의 흥분성 임계값을 보존하기 위한 연구를 지시하는 것이 시급하다.

## 알코어 생명 연장 재단
미국 애리조나주 알코어 생명 연장 재단에서의 전신 시술은 약 150,000달러가 소요된다. 기본적인 시술 절차는 다음과 같다.
1. 시신을 얼음통에 넣고,심폐소생장치를 사용해 호흡과 혈액순환 기능을 복구시킨다.
2. 피를 뽑아내고 정맥주사를 놓아 세포의 부패를 지연시키고 환자를 애리조나주에 있는 알코르 본부에 이송한다.
3. 시신의 가슴을 절개하고 늑골을 분리한다.
4. 체액이 어는 것을 방지하기 위해 모든 체액을 빼 내고 특수액체를 넣어 내부 기관이 손상되지 않게 한다.
5. 사체를 냉동보존실로 옮긴 다음 특수액체를 부동액으로 바꾼다.
6. 며칠 뒤 시체는 영하 196°C로 급속 냉각되어 질소 탱크에 보존된다.

## 대한민국
이식용 장기 해동연구개발 전문기업인 크리오아시아(KrioAsia·구 휴먼하이테크)는 2018년 2월 러시아 냉동인간기업 크리오러스(KrioRus)와 함께 국내에 냉동인간(Cryonics) 서비스를 시작하였다.
대한민국은 냉동인간 보존에 대한 법적·행정적 근거가 마련되지않아 냉동인간 서비스 고객을 모집해 크리오러스 본사가 있는 러시아 모스크바로 이동한 뒤 임종 직후 몸을 얼려 보존한다.
2019년 한차례 계약이 성사됐으나 체세포만 보전하는 형태여서 온전한 냉동인간으로 보기 어려웠으나 경기도에서 거주하는 사업가가 2020년 4월 말 암으로 숨진 80대 여성을 냉동인간으로 만들었다.

## 같이 보기
- 인공동면
- 저온물리학
- 겨울잠

## 각종 매체에서의 냉동인간 캐릭터
- 마블 코믹스 - 버키 반스, 캡틴 아메리카
- 레드 스컬
- 어맨다 리플리
- 미스터 프리즈
- 스타 트렉 - 칸 누니언 싱
- 에일리언 - 엘런 리플리
- 원더맨
- 제이슨 부히스
- 질 발렌타인
- 칸 누니언 싱
- 캡틴 아메리카
- 에이브러햄 심슨
- 퓨처라마 - 필립 J. 프라이
- 헤일로 - 마스터 치프
- 날 녹여주오 - 등장인물 마동찬, 고미란